# Command and Conquer Generals ShockWave
Command and Conquer Generals ShockWave је модификација за популарну видео-игру „Command and Conquer Generals Zero Hour“ коју прави „SWR Productions“. Фебруара 2008. је примила награду „Уредников избор“ на сајту за видео-игре и модове „Mod DB“.

## Карактеристике
Овај мод додаје многобројне нове јединице сваком од генерала из Command and Conquer Generals Zero Hour као и њиховим „Ванила“ нормалним факцијама. Уз то додаје три нова генерала која су била најављена, али избачена са изузетком генералке Леанг. Остала два су Генерал Ајронсајд и Мохмар Дефстрајк. Мод додаје још два генерала противника у челенг мод оригиналне игре Шин Фаија и Родала Џазиза.
Циљ овог мода је да покаже шта би могло настати од игре за коју је направљен да је уложено више времена у њено прављење.

## Награде и остварења
- Фебруара 2008. прима награду „Уредников избор“ на сајту за видео-игре и модове .[1]
- У марту 2007. јединица „Lockdown MRLS“ осваја друго место на „Electronic Arts“-овом такмичењу „Направи јединицу“.
- У јуну 2007. верзија 0.93 је укључена у DVD немачког часописа „GameStar“ уз кратак опис и видео преглед.
- Од 12. августа 2009. ShockWave је добио просечан рејтинг од 9,5 на „Mod DB“-у што га лако може сврстати међу најбоље модове за ову игру.